# Pipas & Douglas
Pipas & Douglas est une série télévisée d'animation 3D française en 52 épisodes de 2 minutes créée en 2017 par Alexandre So et Sébastien Lasserre, produite par Hari Productions (anciennement Studio Hari), distribuée par Hari International, et diffusée en France sur France 4, au Québec à partir du 10 septembre 2018 à Télé-Québec, en Suède sur SVT2, en Norvège sur NRK Super et NRK TV, en Chine sur la plateforme de vidéos Youku, en Belgique flamande sur VRT, en Finlande sur YLE, à Hong-Kong sur TVB, et en Écosse sur la BBC Alba.
Une trentaine de personnes travaillent sur la série, avec la particularité suivante : pour les épisodes musicaux, les musiques sont enregistrées en premier et ensuite seulement, les animations sont créés, ce qui permet d'optimiser la synchronisation entre la musique et l'image.

## Synopsis
Pipas, l'araignée, et Douglas, la larve, se mettent en scène. Sur les planches et sous les projecteurs, ils montent des spectacles en tout genre. La danse, la magie, le sport, le théâtre, rien ne les effraie. Ils s'essaient à toutes les disciplines… avec plus ou moins de brio !

## Voix
- Pierre-Alain de Garrigues : Pipas
- Josselin Charier : Douglas

## Épisodes
1. L'homme-canon
2. Le mutxiko
3. La femme coupée en deux
4. Les quilles volantes
5. Les haltères
6. La corde imaginaire
7. Le lancer de couteaux
8. La téléportation
9. Les cowboys
10. Le monocycle
11. L'arbalétrier
12. Le taiko suprême
13. Le kiai
14. La planche à clous
15. La farruca
16. La bascule
17. Le highland bagpipe
18. Les clochettes de Noël
19. La princesse et le dragon
20. Le plongeon de la mort
21. Les patins de feu
22. Le beatbox
23. Le 'upa 'upa hoop
24. Les petits rats de l'opéra
25. Le yodel
26. La danse contemporaine
27. Le gargarisme
28. Les robotronics
29. Les basketballers
30. Le trampoline
31. La quintaine
32. Les assiettes
33. La voie du sabre
34. Les claquettes
35. L'hypnose
36. Les cosmonautes
37. Le monstre
38. Les athlètes
39. Le skateboard
40. La danse de la pluie
41. La canne d'équilibre
42. Les acrobates
43. La lampe merveilleuse
44. Les échassiers
45. Le pole dance
46. Les ballons gonflables
47. La lévitation
48. Les funky brothers
49. Les balles magiques
50. Les cloches magiques
51. La cantatrice
52. Le vampire

## Diffusion
La plateforme Ludo de France Télévisions met en ligne les épisodes de la série à partir du 15 décembre 2017.
La série est diffusée sur France 4 depuis le 24 décembre 2018.
This Series Aired on Next Hungama in indonesia on March 27, 2023

## Distribution
La série est distribuée par Hari International dans le monde entier.

## Distinctions
Le 14 avril 2018 à Turin, Pipas & Douglas remporte le Pulcinella award dans la catégorie Best TV Series Kids, lors du festival Cartoons on the Bay.